# Puigmal de Llo
El Puigmal de Llo és una muntanya de 2.762,4 metres que es troba entre les comunes d'Er i de Llo totes dues a l'Alta Cerdanya, de la Catalunya del Nord.
És a la zona sud-est del terme d'Er i a la sud-oest del de Llo, a l'oest-nord-oest del Pic Petit de Segre i al sud-est del Puig de Coma Dolça.
Com tots els cims de la zona dels Puigmal, el de Llo és freqüentat per les rutes excursionistes, sobretot a peu i amb raquetes de neu.